# Червона тривога (роман)
Червона тривога (англ. Red Alert) — науково-фантастичний роман британського письменника Пітера Джорджа, написаний під псевдонімом Пітер Браянт. Також відомий як «Дві години до загибелі». У французькою перекладі носить назву «120 хвилин, щоб врятувати світ».
Пізній бестселер Юджина Бердіка та Гарві Вілера «Безвідмовна безпека» настільки нагадував «Червону тривогу», що Джордж подав до суду за звинуваченням у порушенні авторських прав, що призвело до позасудового врегулювання. Обидва романи надихнули на створення дуже різних фільмів, які вийдуть у 1964 році на одній студії (Columbia Pictures).

## Зміст
Вмираючий генерал ВПС США Квінтен, хворий на маячний розлад, в односторонньому порядку завдає ядерної атаки на Радянський Союз зі свого командування на базі стратегічного авіаційного командування (S.A.C.) в Сонора, наказавши 843-му Бомбардувальному Крилу атакувати за військовим планом «План етючої атаки Р». Бомбардувальники B-52, кожен озброєний 2 ядерними боєприпасами та захищений засобами електронної протидії, здійснюють напад.
Коли президент США та кабінет міністрів дізнаються, що напад триває, вони допомагають радянській обороні перехопити бомбардувальники, тому що Радянський Союз знищив лише два бомбардувальники та пошкодив один, «Alabama Angel», який залишився в повітрі та був на шляху до своєї цілі.
Уряд США захоплює S.A.C. командування авіабазою, але генерал, який здійснив атаку, єдина людина, яка знала код відкликання, вбиває себе перед захопленням і допитом. Його виконавчий офіцер правильно вираховує код відкликання серед малюнків на столі генерала. Код отримує вцілілий бомбардувальник, і їх успішно відкликають за кілька хвилин до бомбардування їх цілей у Радянському Союзі, за винятком «Alabama Angel», чия раніше пошкоджена радіостанція перешкоджає відкликанню. Тому він просувається до своєї мети.
В останній спробі запобігти радянсько-американській ядерній війні президент США пропонує радянському прем'єр-міністру компенсаційне право знищити міста Атлантік-Сіті в Нью-Джерсі; в останню мить «Alabama Angel» збивають, і ядерній війні вдалося запобігти.

## Вплив
Ця книга надихнула Стенлі Кубрика на фільм «Доктор Стрейнджлав, або Як я перестав хвилюватись і полюбив бомбу» (1964 року). Останній все ж відрізняється від роману тим, що його екранізація є чорною комедією.